# The Hi-Lo Country
The Hi-Lo Country är en brittisk-amerikansk dramafilm från 1998 i regi av Stephen Frears.
Filmen är baserad på Max Evans roman med samma namn.

## Utmärkelser
Stephen Frears vann Silverbjörnen för bästa regi vid filmfestivalen i Berlin 1999.

## Rollista i urval
- Woody Harrelson - Big Boy Matson
- Billy Crudup - Pete Calder
- Patricia Arquette - Mona Birk
- Cole Hauser - Little Boy Matson
- Penélope Cruz - Josepha O'Neil
- Darren E. Burrows - Billy Harte
- Jacob Vargas - Delfino Mondragon
- James Gammon - Hoover Young
- Lane Smith - Steve Shaw
- Katy Jurado - Meesa
- Sam Elliott - Jim Ed Love
- John Diehl - Les Birk
- Enrique Castillo - Levi Gomez
- Rosaleen Linehan - Mrs. Matson
- Robert Knott - Jack Couffer